# 포토스케이프

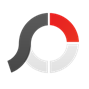

포토스케이프(PhotoScape)는 대한민국의 MOOII Tech가 개발한 그래픽 편집 프로그램이다. 포토스케이프의 기본 컨셉은 사용자가 디지털 카메라나 휴대전화로 찍은 사진을 '쉽고 재밌게' 편집하도록 하는 것이다. 포토스케이프는 간단하면서 좋은 편집 프로그램이다. 포토스케이프는 심플한 사용자 인터페이스를 통해 이미지의 색상 조절, 자르기, 보정, 인쇄, GIF 애니메이션 등의 일반적인 이미지 편집 기능을 실행할 수 있다. 포토 스케이프는 마이크로소프트 윈도우와 맥 시스템에서 구동 가능하지만, 리눅스 시스템에서는 이용할 수 없다. 기본 언어는 영어와 한국어이지만, 언어팩을 다운로드 하면 다른 언어도 사용 가능하다.

## 기능
포토스케이프의 기능의 다음과 같다.
- 사진 뷰어: 폴더의 사진을 한눈에 보기, 슬라이드쇼
- 사진 편집: 크기/밝기/색상 조절, 역광보정, 액자, 말풍선, 모자이크, 글쓰기, 그리기, 자르기, 필터, 적목보정, 뽀샤시, 복제도장툴
- 일괄 편집: 여러 장을 한번에 변환하는 일괄처리
- 페이지: 여러장을 템플릿 한장으로 만들기
- 이어붙이기: 아래로, 옆으로, 바둑판으로 여러장을 한장으로 이어 붙이기
- GIF 애니메이션: 움직이는 GIF 사진으로 만들기
- 인쇄: 증명사진,명함사진,여권사진이나 썸네일 인쇄
- 사진 분할: 한장의 사진을 여러 장으로 분할
- 화면 캡처: 화면을 캡처해서 편집,저장하는 기능
- 색상 검출: 사진이나 웹상의 화면을 확대해서 색상을 알아내는 색상검출 기능
- 이름 변환: 사진이름 일괄변환
- RAW 변환: RAW 파일을 JPG 파일로 일괄변환
- 종이: 줄노트,모눈종이,오선지,달력 출력
- 얼굴 검색: 인터넷에서 동일하거나 비슷한 얼굴을 검색
- 사진 북마크: 사진전문 즐겨찾기

## 참조
1. ↑  Photoscape, PC World, November 16, 2010
2. ↑  Luke Alessi (2012년 12월 9일). “Programmi per Modificare Foto Gratis – I Migliori” (이탈리아어). Tutto Tech. 2018년 6월 23일에 원본 문서에서 보존된 문서. 2013년 1월 6일에 확인함.
3. ↑  Sue Chastain. “PhotoScape for Windows Free Photo Editor Review”. About.com. 2016년 8월 28일에 원본 문서에서 보존된 문서. 2013년 1월 6일에 확인함.